# Nalaya Brown
Natalia Rodríguez Padrón (Tenerife, 19 de noviembre de 1983), conocida como Nalaya Brown, o simplemente Nalaya, es una cantante y compositora española de soul, jazz y música pop-dance. Es la cantante principal de la fiesta SuperMartXé, siendo la voz del himno de la marca, compuesto por Juanjo Martin & Albert Neve, donde Paris Hilton participó en el vídeo promocional «SuperMartXé VIP». También canta todos los viernes en la discoteca Privilege de Ibiza, considerada como la más grande del mundo según el Libro Guinness de los récords, con un aforo de 10 000 personas.

## Trayectoria musical
Ha pisado escenarios de Londres, Ámsterdam, Moscú, El Cairo, Roma, Brasil, México, Shanghái, etc., llegando a compartir cartel con artistas de la talla de Lady Gaga, Offer Nissim o Bob Sinclar.
Ha actuado en clubs y festivales internacionales como: Rock In Rio Brasil, Rio Music Conference, Privilege Ibiza, Amnesia Ibiza, Ushuaia Hotel Ibiza, Fabrik Madrid, Cavalli Dubai, Privilege Buzios, Pachá Buzios, The Week Brasil, Circuit Festival Barcelona, etc.
En 2011 fue la primera vocalista de música electrónica en el 'Rock in Rio' de Brasil. En 2014 fue premiada como la Mejor vocalista Internacional EDM en Brasil y en 2015 como la Mejor Vocalista 2015 en España por 'Vicious Magazine'.

«Una voz sólo equiparable a la de Aretha Franklin o a Whitney Houston. Un voz única en Canarias y, me atrevería a decir que, única en España».
Pedro Marrero Sicilia. El Ojo Mágico

En 2015 puso la banda sonora a la Semana de la Moda de Madrid acompañando el desfile Madrid Fashion Week con su voz, vestida por Francis Montesinos. Además, en 2016 a puso voz al desfile de Adlib Moda en Ibiza.

"Dicen que el arte es testimonio, un reflejo de la personalidad del artista, que impregna su obra. Yo siempre intento ser auténtica, fiel a mí misma".
Nalaya Brown, 12 de junio de 2011.

## Televisión
A la edad de 19 años, en 2002, concursó en el mítico programa musical Popstars: todo por un sueño. Aunque su experiencia se vio interrumpida en la tercera gala, siendo expulsada por la organización al infringir las normas de su contrato con el programa.
En 2015, Nalaya participó en la tercera edición de La Voz emitido por Telecinco. En el programa pasó las audiciones a ciegas cantando una versión jazzera de Born this way de Lady Gaga. La canaria enseguida conquisto a tres de los coaches, ingresando en el equipo de Antonio Orozco.
En la fase de las batallas defendió a dúo, When love takes over de David Guetta. Orozco la seleccionó cómo una de las mejores voces, llevándola directamente a la fase de los directos; en las galas en directo, y compitiendo con Antonio José en el mismo equipo, en la primera gala cantó el éxito de Beyoncé, Crazy in love, finalmente quedando eliminada de la competición.
En 2021 vuelve a aparecer en televisión, en el programa musical de Telecinco, Top Star ¿Cuánto vale tu voz?.

## Publicaciones
Nalaya ha sido reclamada por multitud de publicaciones para hacer reportajes, entrevistas y posados.
Ha sido portada de:
- 2011: Vipado.[9]
- 2011: Canarias 7.[10]
- 2012: Ibiza Style.[11]
- 2012: El Día.[12]
- 2013: La Cartelera.[13]
- 2014: EGF and the City.[14]
- 2014: RBN Magazine.[15]
- 2015: Visible.[16]
- 2017: Más Mujer.[17]

## Premios
- 2014: Mejor vocalista Internacional EDM
- 2015: Mejor Vocalista 2015.[18][19]

## Discografía
- 2018: «Dreaming» (Albert Neve & Abel Ramos feat. Nalaya)
- 2017: «Una vez más» (Nalaya feat. Danny Romero)
- 2017: «Don't Stop Moving» (Nalaya feat. Breno Barreto)
- 2017: «Be Mine» (Nalaya feat. Dan Slater y JimJam)
- 2016: «Love Me Like A Diva» (Yinon Yahel feat. Nalaya)
- 2015: «Call To Me» (Roger Sanchez feat. Nalaya)
- 2014: «Arena» (Carlos Gallardo feat. Nalaya) - GT2 Records
- 2013: «Waterfall» (Fran Marín feat. Nalaya) - Sony Music[20]
- 2013: «Leave Me Alone» (Felipe Guerra feat. Nalaya) - Universal Music Brasil
- 2012: «Let You Go» (Christopher S. feat. Nalaya) - Roster
- 2011: «Cuba» (Abel The Kid & Luis Ponce feat. Nalaya) - Subliminal Records
- 2011: «Feel Alive» (Filipe Guerra feat. Nalaya) (2011)
- 2010: «Don't Stop Till You Get Enough» (Juanjo Martín & Albert Neve feat. Nalaya) - Blanco y Negro
- 2010: «Over You» (Nalaya & Leo Blanco, Vitti & Hugo Sánchez)
- 2010: «Mecandance» (Nacho Cano feat. Nalaya)
- 2010: «SuperMartXé» (Juanjo Martín & Albert Neve feat. Nalaya)
- 2010: «Love At Loft» (Dj Puku, Axel & Nalaya)
- 2018: «Wepa» (Karin Hass & David El Olmo feat. Nalaya) (2008)